# 東総元駅

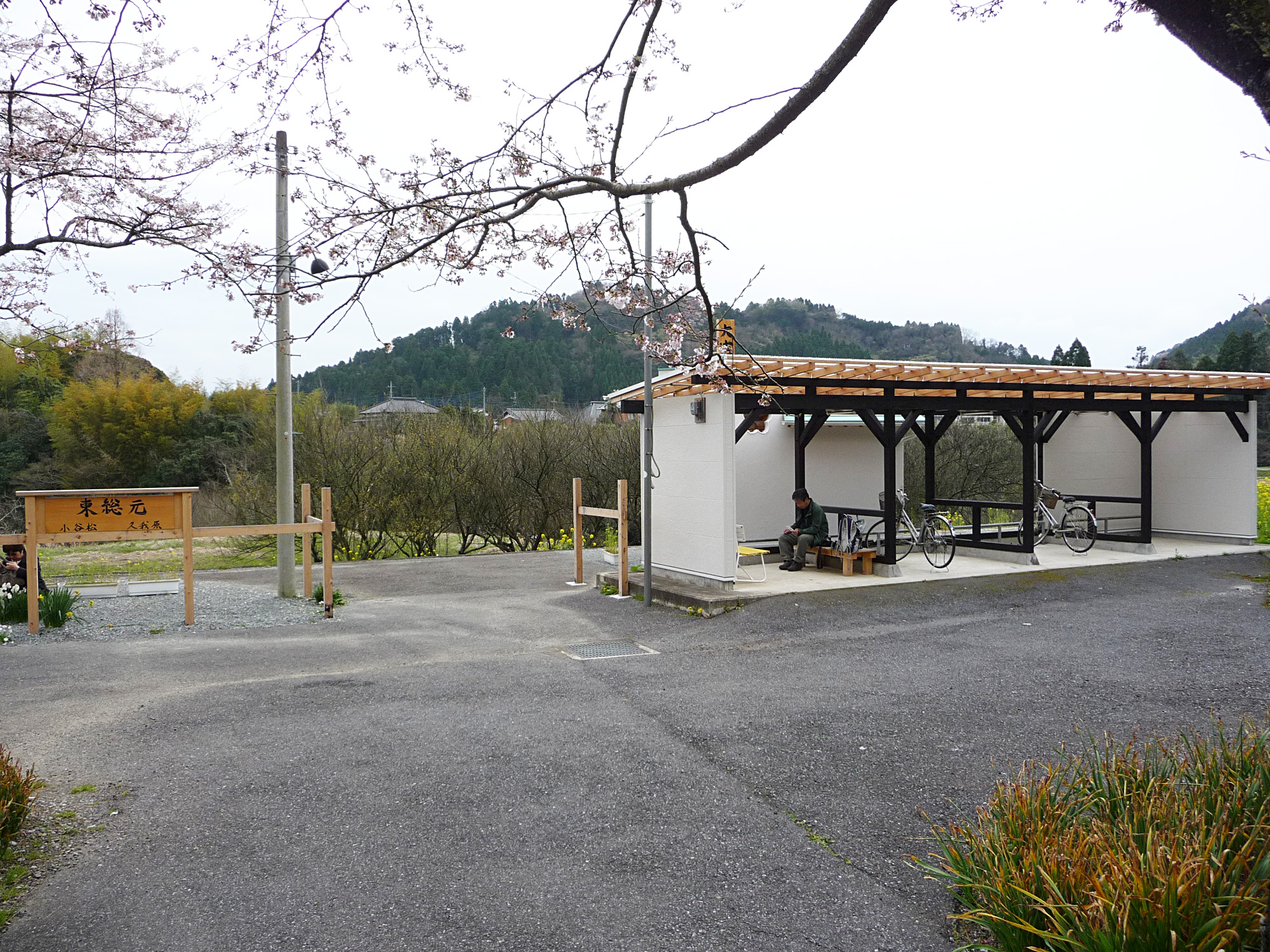
駅出入口と待合所（2009年4月）

東総元駅（ひがしふさもとえき）は、千葉県夷隅郡大多喜町大戸にある、いすみ鉄道いすみ線の駅である。

## 歴史
第二次世界大戦末期から終戦直後にかけて、一時的に営業が休止されていたことがある。当時の時刻表では全列車通過になっている時期と、停車列車が存在している時期があり、正式に営業休止の告示がなされていないため正式な休止期間は不明である。以下の休止期間は参考文献に掲載のものである。

### 年表
- 1937年（昭和12年）2月1日：鉄道省木原線の駅として開設[1]。開業当初はガソリンカー運行の列車のみ停車、蒸気機関車牽引列車は通過扱いであった。
- 1945年（昭和20年）6月10日：営業休止?[1]。
- 1946年（昭和21年）6月10日：営業再開?[1]。
- 1954年（昭和29年）9月16日：無人駅となる[2]。
- 1987年（昭和62年）4月1日：国鉄分割民営化に伴い、JR東日本の駅となる[1]。
- 1988年（昭和63年）3月24日：木原線の第三セクター鉄道転換に伴い、いすみ鉄道いすみ線の駅となる[1][3]。
- 2008年（平成20年）11月7日：テレビ東京系列「チャンピオンズ〜達人のワザが世界を救う〜」の企画により、新待合所が落成する[4]。
- 2023年（令和5年）8月10日：地元千葉県の千葉テレビ放送（チバテレ）の長寿番組である、『週刊バイクTV』とのコラボによる命名権により、同日から1年間の予定で駅名表記に週刊バイクTVを冠する[5][6]。

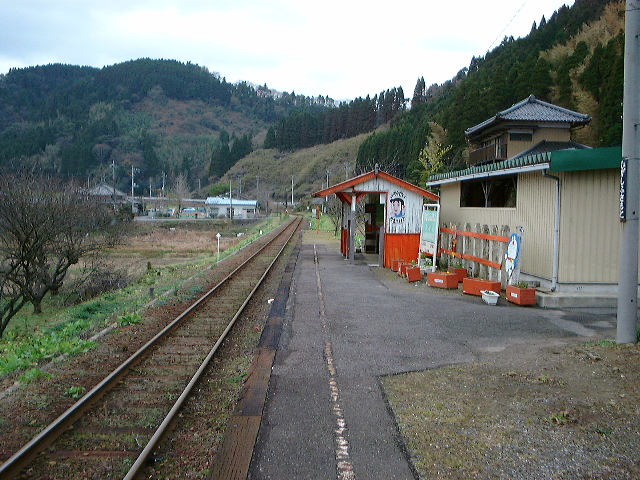
改築前の待合所（2002年12月）

### 命名権
当駅は命名権（ネーミングライツ）により、2023年8月10日より千葉テレビ放送が、地元大多喜町の一般社団法人Peacemakerの仲介によって、同日から1年間の予定で週刊バイクTVが付与されることになった。『週刊バイクTV』はオートバイによるツーリングなどの番組であり、同年6月7日に放送した番組放送1,000回記念イベントを、町内にある「山の駅養老渓谷喜楽里」にて行ったことがきっかけでネーミングライツ取得に至った。
なお、命名権開始から1ヶ月後の同年9月8日から4ヶ月程度、台風13号の影響で同駅は営業休止。更に翌年2024年10月4日の脱線事故により長期営業休止状態のため、「週刊バイクTV 東総元駅」としての営業は、脱線事故の段階でも1年間に満たない状態であり、2025年現在も「週刊バイクTV 東総元駅」の表記は事実上継続されている。

## 駅構造
単式ホーム1面1線を有する地上駅である。無人駅。

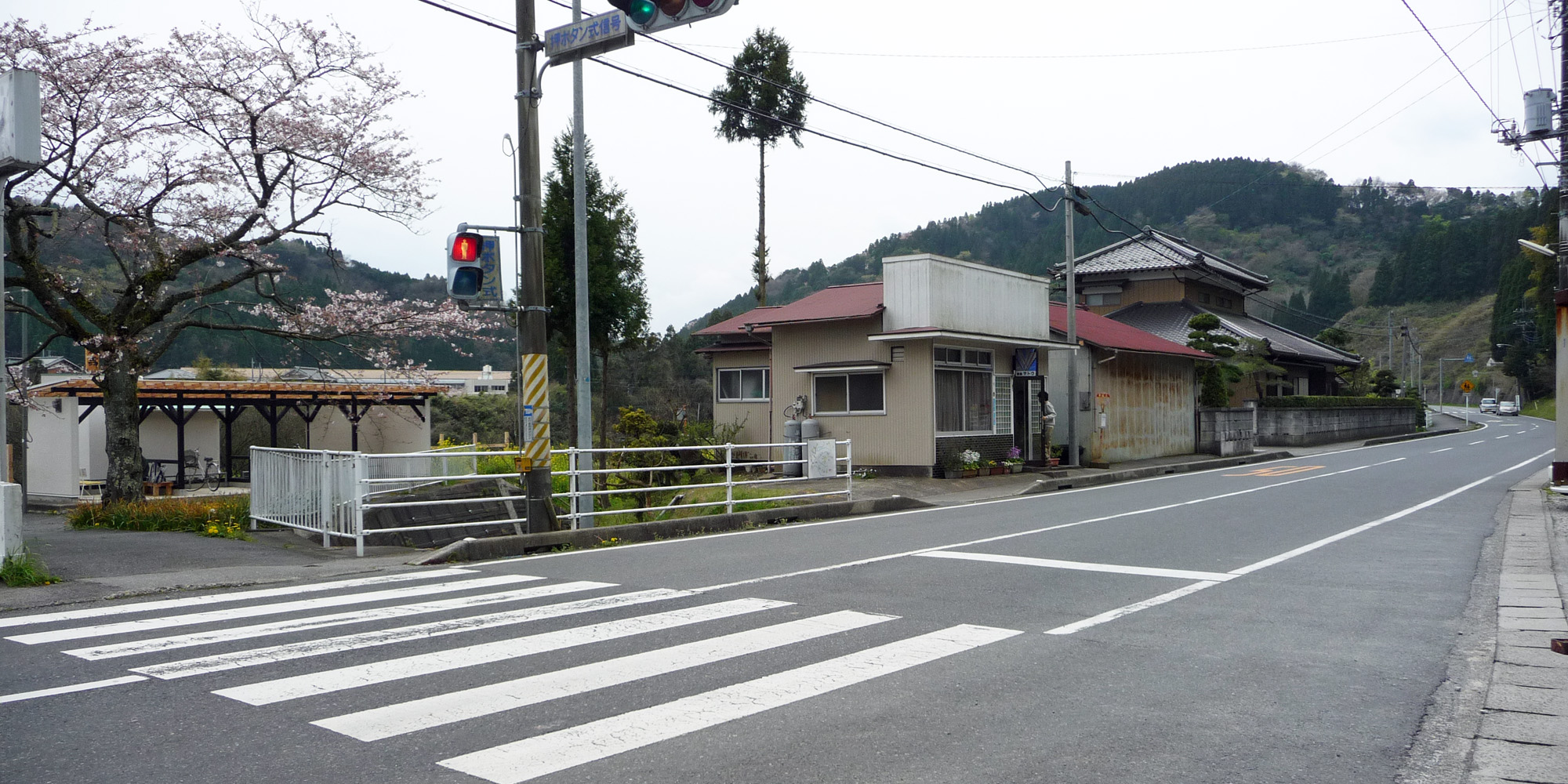
駅出入口の遠景（2009年4月）
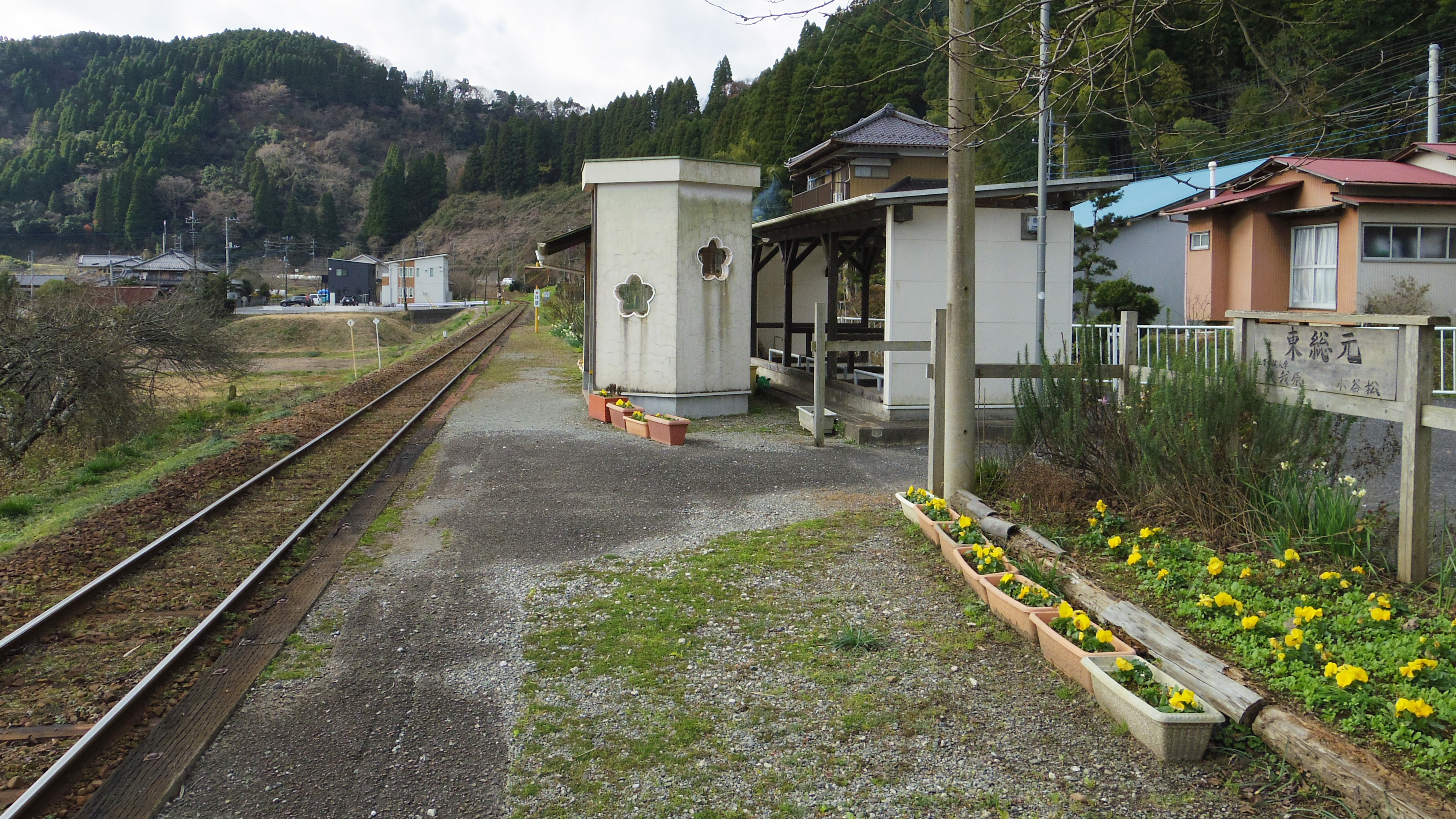
駅ホーム（2015年12月）
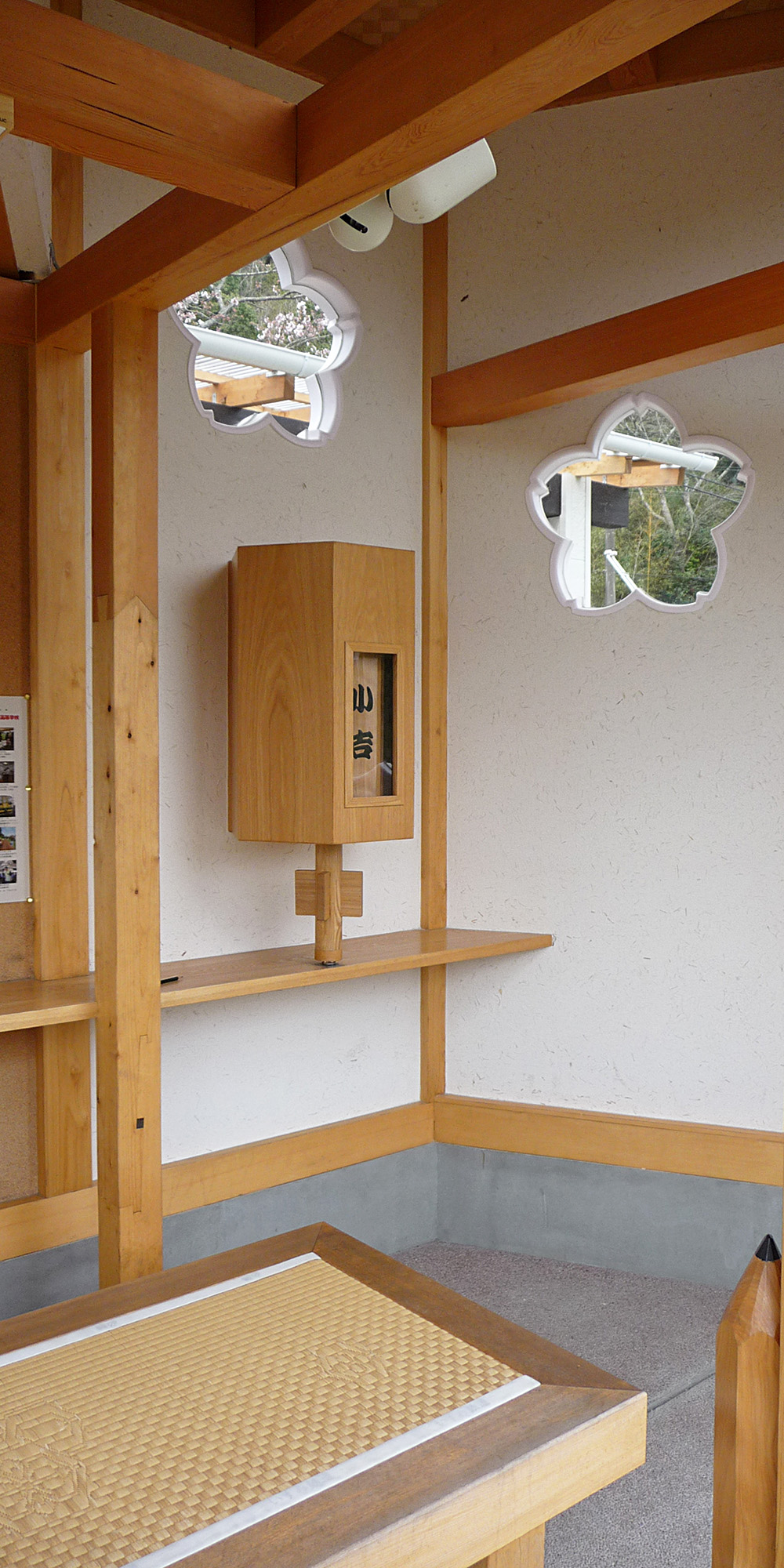
おみくじが設置されている待合所内部（2009年4月）

## 利用状況
2018年度の1日平均乗車人員は3人である。
近年の一日平均乗車人員推移は以下の通り。
| 年度   | 一日平均 乗車人員 |
| ------ | ----------------- |
| 2007年 | 13                |
| 2008年 | 10                |
| 2009年 | 10                |
| 2010年 | 7                 |
| 2011年 | 7                 |
| 2012年 | 6                 |
| 2013年 | 4                 |
| 2014年 | 4                 |
| 2015年 | 3                 |
| 2016年 | 7                 |
| 2017年 | 4                 |
| 2018年 | 3                 |

## 駅周辺

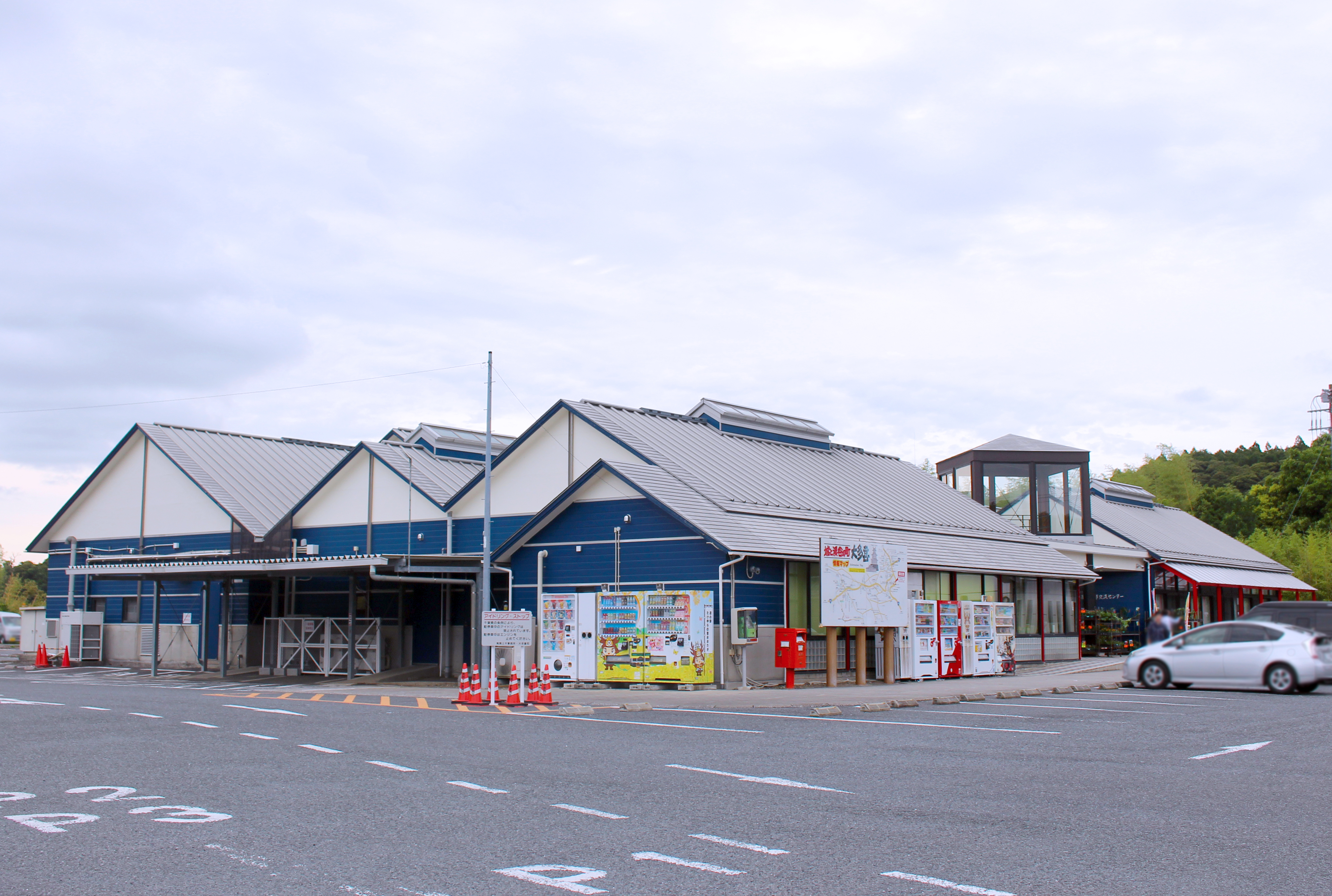
道の駅たけゆらの里おおたき

駅北側（出入口側）には国道465号が走り、住宅が点在する。奥には鍛冶兼山（標高138メートル）が聳える。南側（出入口と反対側）には夷隅川が流れ、田園地帯が広がる。
- 国道297号
- 国道465号
- いすみ警察署総元駐在所
- 大多喜学園（旧大多喜町立総元小学校）
- 富士カントリー大多喜城倶楽部
- 味の研修館
- 道の駅たけゆらの里おおたき
- いすみ農業協同組合大多喜ライスセンター・育苗センター
- 高梨農園

## バス路線
| のりば | 系統 | 主要経由地                       | 行先       | 運行会社 | 備考     |
| ------ | ---- | -------------------------------- | ---------- | -------- | -------- |
| 東総元 |      | 三又大橋・総元駅前・中野駅       | 粟又       | 小湊鉄道 | 休日運休 |
| 東総元 |      | 三又大橋・総元駅前・中野駅       | 養老渓谷駅 | 小湊鉄道 |          |
| 東総元 |      | 三又大橋・松野坂上・宿戸・勝浦駅 | 塩田病院   | 小湊鉄道 |          |
| 東総元 |      | 大多喜駅                         | 大多喜車庫 | 小湊鉄道 |          |

## 隣の駅
いすみ鉄道
■いすみ線
小谷松駅 - 東総元駅 - 久我原駅